# Красотка на всю голову
«Красотка на всю голову» (англ. I Feel Pretty) — американская комедия режиссёров Эбби Кон и Марка Силверштейна («Обещать — не значит жениться», «Клятва», «В активном поиске»). В главных ролях Эми Шумер, Мишель Уильямс, Том Хоппер, Лорен Хаттон и Наоми Кэмпбелл.

## Сюжет
Жизнь главной героини состояла из бесконечных диет и занятий фитнесом. «Попытка засчитана», — подумала Вселенная и скинула бедняжку с велотренажёра. Ударившись головой, девушка обретает аномальную уверенность в том, что теперь она неотразима для окружающих, но при этом есть одна проблема — на самом деле её внешность ни капли не изменилась. Таким образом, героиня становится «красоткой на всю голову».

## В ролях
- Эми Шумер — Рене Беннетт
- Мишель Уильямс — Эвери ЛеКлэр
- Том Хоппер — Грант ЛеКлэр, брат Эвери
- Лорен Хаттон — Лили ЛеКлэр
- Наоми Кэмпбелл — Хелен Грей, фин. директор
- Эмили Ратаковски — Мэллори
- Рори Сковел — Итэн, возлюбленный Рени

## Дата выхода фильма в прокат
Первоначально компания STX Entertainment планировала выпустить фильм в североамериканский прокат 29 июня 2018 года, но в феврале, после тестового показа и восхищённой реакции публики, было принято решение его выпустить в середине весны, 27 апреля.

### По странам
Дата выхода фильма в Греции и России — 7 июня 2018 года, в Бразилии, Венгрии и Чехии — 28 июня 2018 года, во Вьетнаме — 31 августа 2018 года.
11 июня 2018 года комедия «Красотка на всю голову» заняла второе место в российском прокате, картина собрала 44,7 млн рублей.

## Критика
Фильм получил смешанные отзывы кинокритиков. На сайте Rotten Tomatoes комедия получила оценку 34 % на основе 197 рецензий со средним рейтингом 5,1 из 10. На сайте Metacritic фильм получил 47 баллов из 100 на основе 44 отзывов. Зрители, опрошенные сайтом CinemaScore, дали фильму оценку B+ по шкале A+ to F.
Питер Дебрюж из Variety оставил на фильм умеренно положительный отзыв: «„Красотка на всю голову“ — это вдохновляющая предпосылка о том, что трансформация Рене происходит полностью в её голове, в то время как окружающие остаются ошеломлёнными её внезапным изменением отношения — концепция, которая ставит вопрос о том, почему наше общество поощряет женщин к тому, чтобы в первую очередь пересмотреть их самооценку».
Дж. Р. Киннард из PopMatters писал: «Единственные люди, которым не будет скучно от „Красотки на всю голову“ — это те, кого это оскорбляет. Это грубый просчёт, который мог быть хорошим, но не позволяет сбалансировать остроту и деликатность, необходимые для преодоления эмоциональной бойни, вызванной ненавистью к себе. То, что он забывает нас рассмешить — это последнее оскорбление».
Майкл Филлипс из Chicago Tribune оценил фильм на 2 звезды из 4, при этом писав: «„Красотка на всю голову“ поддаётся всем неправильным голливудским уловкам. Это просто не смешно или достаточно пресно, и не имеет ничего общего с людьми на экране».